# نیارشاپات
نیارش‌آپات (به مجاری:  Nyársapát) یک شهرداری در مجارستان است که در ناحیه نادی‌کوروش واقع شده‌است. نیارش‌آپات ۵۴٫۰۳ کیلومتر مربع مساحت و ۱٬۸۳۶ نفر جمعیت دارد.